# 사회민주당 (아일랜드)
아일랜드 사회민주당(영어: Social Democrats, 아일랜드어: Na Daonlathaithe Sóisialta)은 아일랜드의 사회민주주의 정당이다. 2015년 7월 노동당에서 분당되어 나온 정당으로, 현재 달 에런에 의석 2석을 확보하고 있는 군소정당이다.